# 鷹橋
42°41′26″N 23°20′15″E / 42.69056°N 23.33750°E

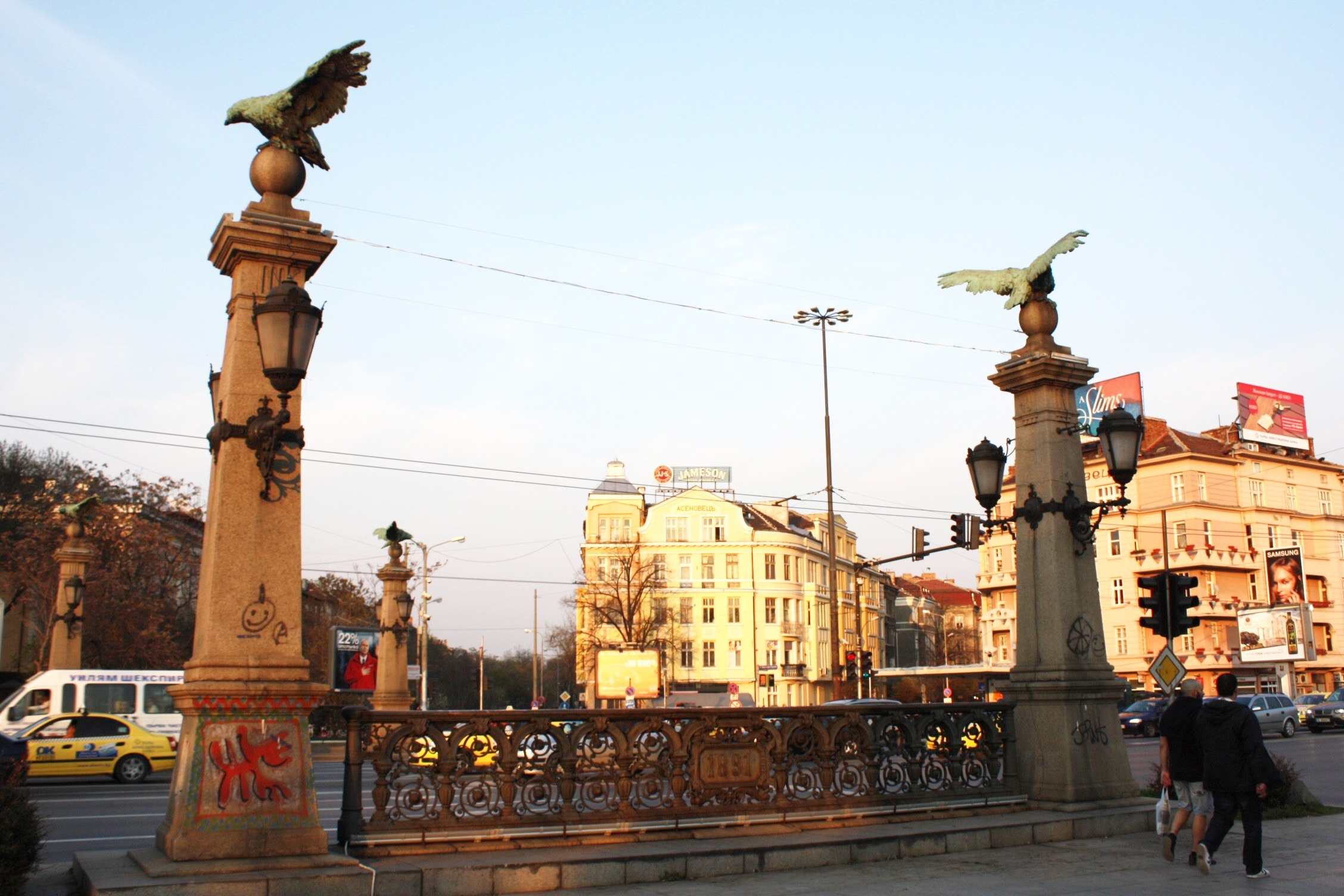
鷹橋

鷹橋是位於保加利亞首都索菲亞市中心的一座橋樑，橋名取自於橋上的四個鷹的雕塑。鷹橋的設計者是設計者有捷克人建築家Václav Prošek，他的兄弟Jozef和堂兄弟Bohdan及Jiří，他們也設計了獅子橋。鷹橋興建於1889年至1891年。